# کنت (ایلینوی)
کنت (به انگلیسی: Kent) یک منطقهٔ مسکونی در ایالات متحده آمریکا است که در ایلینوی واقع شده‌است. کنت  ۷۹ نفر جمعیت دارد.